# Mixochlora radiata
Mixochlora radiata är en fjärilsart som beskrevs av W. Warren 1912. Mixochlora radiata ingår i släktet Mixochlora och familjen mätare. Inga underarter finns listade i Catalogue of Life.